# Cmentarz Żołnierzy Radzieckich w Kaliszu
Cmentarz Żołnierzy Radzieckich w Kaliszu – wojenna nekropolia 317 żołnierzy radzieckich przy ul. Częstochowskiej 2 w Kaliszu. Powstał w roku 1945 na terenie Nowego Parku, jednak jego obecny kształt wynika z projektu Antoniego Karolaka, który zrealizowano w 1951. Są tutaj pochowani żołnierze Armii Czerwonej, którzy polegli podczas walk w południowej Wielkopolsce i o Festung Breslau. Na terenie cmentarza, oprócz grobów (przeważnie zbiorowych) znajdują się także armaty, które są nawiązaniem do wojennego charakteru nekropolii.
Wśród najwyższych rangą wojskowych pochowani na cmentarzu są m.in. pułkownik Iwan Dawydenko, podpułkownik gwardii Fiodor Nielidow oraz poległy podczas walk o wyzwolenie Kalisza (22/23 stycznia 1945) major Iwan Żidkow; dwaj ostatni otrzymali pośmiertnie tytuły Bohatera Związku Radzieckiego.
Cmentarz wielokrotnie był dewastowany przez wandali. Na przestrzeni lat pojawiały się pomysły jego przeniesienia lub dekomunizacji. Ze względu na ryzyko rosyjskiego odwetu na polskich cmentarzach w Katyniu i Miednoje Ministerstwo Kultury i Dziedzictwa Narodowego wydało zalecenie, by decyzji co do usunięcia symboli radzieckich z cmentarza, nie podejmować bez konsultacji z władzami rosyjskimi. 